# Whangārei
Whangārei (IPA: [faŋaːˈɾɛi]; in maori Whangārei-Terenga-Parāoa) è la più settentrionale città della Nuova Zelanda.
Capoluogo della regione di Northland, è il centro principale del distretto di Whangarei.
La popolazione della città era stimata a 58000 abitanti a giugno 2018.

## Storia
I Māori iwi Ngāpuhi occuparono Whangarei all'inizio del XIX secolo e il clan (hapū) Te Parawhau era stanziato all'imboccatura del porto. Il capitano James Cook e l'equipaggio dell'Endeavour furono i primi europei a vedere l'entrata del porto di Whangarei. Qui, il 15 novembre 1769, i marinai dell'Endeavour catturarono un centinaio di pesci che classificarono come "orate" (più probabilmente dei Pagrus auratus) che indussero Cook a chiamare l'area baia delle Orate.
Negli anni 1820 l'area fu ripetutamente attaccata da incursori Waikato e Ngāti Paoa durante le guerre del moschetto. Il primo colono europeo a stanziarsi nella zona fu William Carruth, un commerciante scozzese che vi arrivò nel 1839 e che fu raggiunto sei anni dopo da Gilbert Mair e dalla sua famiglia. Le relazioni tra i coloni e i Māori locali erano generalmente amichevoli, ma nel febbraio del 1842 tutte le fattorie dei coloni furono saccheggiate come ritorsione per le ripetute trasgressioni del tapu. Nell'aprile del 1845, durante la guerra del pennone, tutti i coloni fuggirono da Whangarei. La maggior parte dei coloni originari non tornò mai più, ma già alla metà degli anni 1850 l'area ospitava nuovamente un certo numero di contadini e coltivazioni a frutteto. Dal 1855 si sviluppò una piccola città, guidata dal commercio della gomma di kauri. Il bacino cittadino odierno situato sul fiume Hatea era il porto originario; di qui transitavano per essere esportate gomma di kauri e legname nativo, e successivamente anche carbone proveniente dalla valle del Whau, da Kamo e da Hikurangi. Il carbone estratto dal campo di Kiripaka veniva trasportato lungo il fiume Ngunguru. A partire dal 1864, quindi, il nucleo della città attuale era ormai ben consolidato.